# Wang Shi

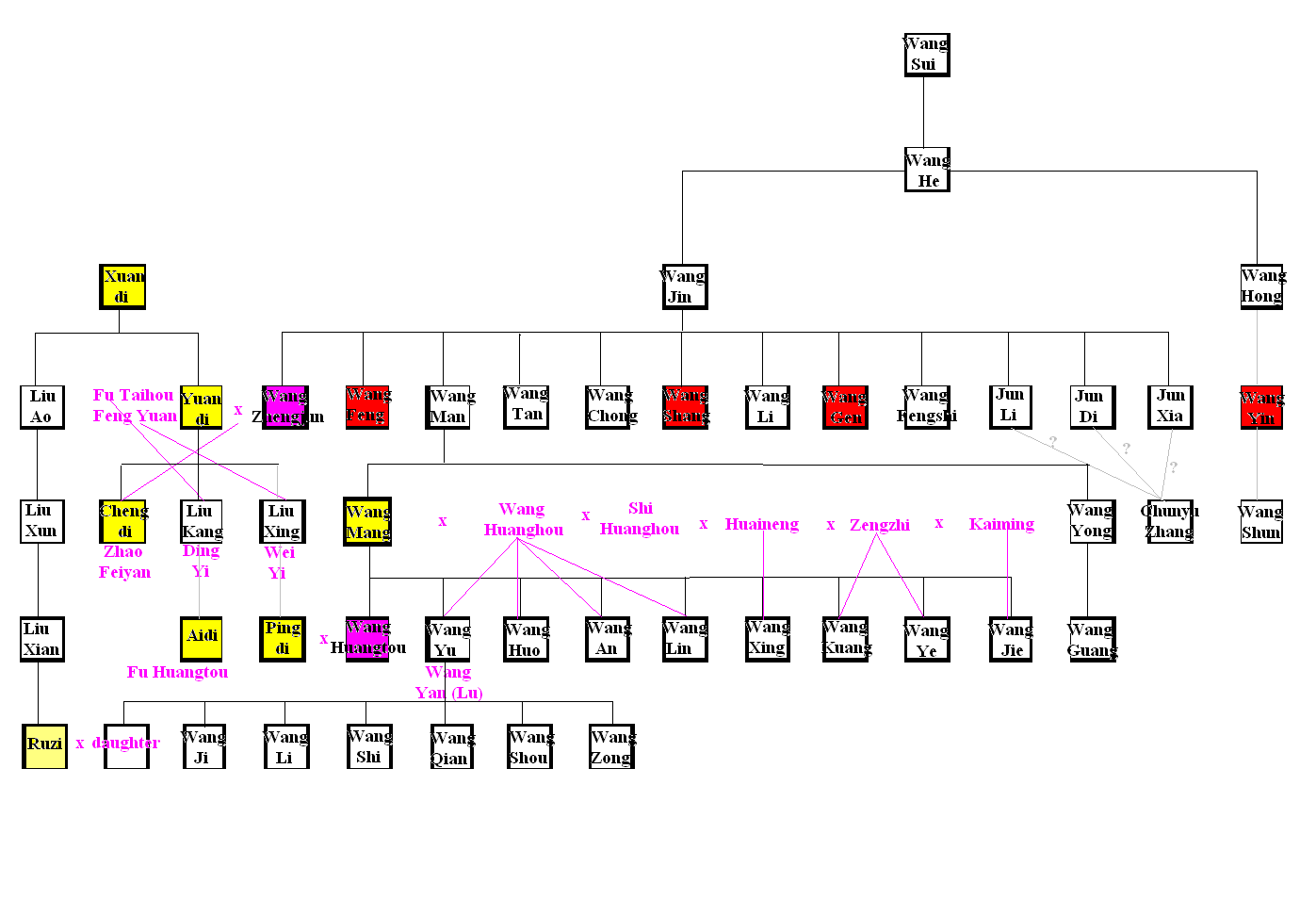
Stamboom van de familie Wang

Wang Shi (†?) was een kleinzoon van de Chinese keizer Wang Mang. Zijn vader was Wang Yu, de oudste zoon van Wang Mang.

## Biografie
Wang Shi was de vijfde zoon van Wang Yu. Nadat Yu betrokken was geraakt bij een complot tegen diens vader Wang Mang, werd Yu door Mang in 3 n.Chr. gedwongen tot zelfmoord. Ook Lü Yan, Yu's echtgenote en de moeder van Wang Shi, was betrokken bij dat complot. Zij werd daarvoor eveneens geëxecuteerd, maar pas nadat zij haar zwangerschap had kunnen voltooien. Het blijft onduidelijk van wie zij toen in verwachting was. In juan 99 van het Boek van de Han (Hanshu) staat verder vermeld dat Wang Shi in 9 n.Chr., toen zijn grootvader Wang Mang werd geïnstalleerd als keizer, de adellijke titel Hertog van Gongzhao (Gongzhao Gong, 功昭公) ontving.